# House’llelujah
„House’llelujah” – singiel belgijskiego piosenkarza Stromae’a, wydany w 2010 roku przez wytwórnię płytową Mercury. Singel osiągnął 22. miejsce na belgijskiej liście Ultratop 40 (później Ultratop 50). Singiel znalazł się w albumie Cheese. 15 września 2010 roku do utworu ukazał się teledysk.

## Lista utworów
- CD promo–singel (20 września 2010)[1]

1. „House’llelujah” – 4:00

- CD promo–singel (4 października 2010)[1]

1. „House’llelujah” (Radio Edit) – 3:18

## Notowania na listach sprzedaży
| Kraj/Region      | Lista (2010/2011)              | Najwyższa pozycja |
| ---------------- | ------------------------------ | ----------------- |
| Belgia (Walonia) | Ultratop 40 Singles/50 Singles | 22                |